# Un air d'Enfoirés
 (février 2022).
Albums de Les Enfoirés
Les Enfoirés à côté de vous
(2021) Enfoirés un jour, toujours
(2023)
Un air d'Enfoirés est le 32e album des Enfoirés, enregistré du 22 au 24 janvier 2022 au Sud de France Arena de Montpellier. Pour la deuxième année consécutive, ce spectacle a été enregistré sans public en raison de la pandémie de Covid-19.

## Hymne
L'hymne de l'édition 2022 est intitulé Il y aura toujours un rendez-vous. Il est écrit et composé par Jacques Veneruso. La chanson est diffusée pour la première fois le 10 janvier 2022.

## Diffusion
Le concert est diffusé le 4 mars 2022 à 21 h 10 sur TF1 et en simultané sur France Bleu.

### Audience
Un air d'Enfoirés a fédéré 6 939 000 téléspectateurs sur l'ensemble du programme, avec 7 968 000 téléspectateurs en première partie, avec un pic à 8 700 000 téléspectateurs, jusqu'à 22 h 43, et 5 910 000 téléspectateurs en seconde partie jusqu'à 23 h 31. Ce qui représente l'audience la plus faible pour un spectacle des Enfoirés depuis 1995.

## Artistes
38 artistes participent à ces concerts :
- Amir
- Julien Arruti
- Jean-Louis Aubert
- Bénabar
- Amel Bent
- Tarek Boudali
- Patrick Bruel
- Nicolas Canteloup
- Claudio Capéo
- Renaud Capuçon
- Sébastien Chabal
- Julien Clerc
- Pauline Déroulède (première participation)
- Arnaud Ducret (première participation)
- Patrick Fiori
- Élodie Fontan
- Jérémy Frérot (première participation)
- Garou
- Marie-Agnès Gillot
- Joyce Jonathan (première participation)
- Camélia Jordana (première participation)
- Gérard Jugnot
- Philippe Lacheau
- Catherine Lara
- Nolwenn Leroy
- Kylian Mbappé
- Kad Merad (participation vidéo)
- Isabelle Nanty
- Ofenbach (première participation)
- Vanessa Paradis (participation vidéo)
- Thomas Pesquet
- Lorie Pester
- Alice Pol
- Anne Sila (première participation)
- MC Solaar
- Soprano
- Vianney
- Zazie

## Liste des titres
, La liste des titres est reprise dans l'ordre de diffusion de la soirée du 4 mars 2022 sur TF1 :
1. Tableau d'ouverture
  1. Plus haut (France Gall) : Les Enfoirés
  2. En apesanteur (Calogero) : Zazie, Soprano, Patrick Bruel, Anne Sila
  3. Tous les Enfoirés (sur l'air de la chanson Les Lacs du Connemara) : Les Enfoirés
2. Dingue (Soprano) : Patrick Fiori, Amir, Claudio Capéo, Arnaud Ducret
3. Ordinaire (Robert Charlebois) : Patrick Bruel, Vianney, Jean-Louis Aubert, Garou, Julien Clerc
4. Le Reste (Clara Luciani) : Zazie, Joyce Jonathan, Amel Bent, Anne Sila
5. Derrière le brouillard (Grand Corps Malade et Louane) : Nolwenn Leroy, Zazie, MC Solaar, Soprano, Patrick Bruel
6. Tableau Bal de promo
  1. Dieu m'a donné la foi (Ophélie Winter) : Lorie Pester, Camélia Jordana, Anne Sila, Nolwenn Leroy
  2. Katchi (Ofenbach) : Ofenbach, Amir, Philippe Lacheau
  3. Beggin' (Madcon) : Garou, Amel Bent, Soprano
7. Je reviens te chercher (Gilbert Bécaud) : Amel Bent, Patrick Fiori, Amir, Camélia Jordana + participation de Kad Merad et Vanessa Paradis en vidéo
8. Il changeait la vie (Jean-Jacques Goldman) : Catherine Lara, Patrick Fiori, Garou, Bénabar, Amir, Renaud Capuçon
9. Voilà (Barbara Pravi) : Camélia Jordana, Anne Sila, Nolwenn Leroy
10. Beau-papa (Vianney) : Bénabar, Jean-Louis Aubert, Claudio Capéo, Patrick Fiori
11. Tableau Diamants
  1. Diamonds Are a Girl's Best Friend (Marilyn Monroe) : Joyce Jonathan
  2. Diamonds (Rihanna) : Nolwenn Leroy, Lorie Pester, Zazie
12. Le mambo du décalco (Richard Gotainer) : Garou, Arnaud Ducret, Claudio Capéo, Gérard Jugnot, Tarek Boudali
13. Chère amie (toutes mes excuses) (Marc Lavoine) : Joyce Jonathan, Nolwenn Leroy, Zazie
14. La Seine (Vanessa Paradis et Matthieu Chedid) : Vianney, Camélia Jordana, Bénabar, Lorie
15. Châtelet les Halles (Florent Pagny) : Jean-Louis Aubert, Julien Clerc, Soprano, Zazie
16. Beau Malheur (Emmanuel Moire) : Vianney, Patrick Bruel, Julien Clerc, Soprano, Jérémy Frérot, Patrick Fiori + participation de Kad Merad en vidéo
17. Question de feeling (Richard Cocciante et Fabienne Thibeault) : Bénabar, Isabelle Nanty, Amir, Lorie
18. Fuir le bonheur de peur qu'il ne se sauve (Jane Birkin) : Jean-Louis Aubert, Patrick Bruel, Patrick Fiori, Jérémy Frérot, Julien Clerc, Camélia Jordana, Soprano, Amir, Claudio Capéo, Les Enfoirés
19. Un endroit pour vivre (William Sheller) : Julien Clerc, Amel Bent, Vianney, Alice Pol, Patrick Bruel, Anne Sila, Jean-Louis Aubert, Lorie, Jérémy Frérot, Les Enfoirés
20. Il y aura toujours un rendez-vous (Les Enfoirés) : Les Enfoirés
21. La Chanson des Restos (Les Enfoirés) : Les Enfoirés
22. Il y aura toujours un rendez-vous Version Instrumentale  (Les Enfoirés) : Les Enfoirés
23. Il y aura toujours un rendez-vous PBO (Les Enfoirés) : Les Enfoirés

## Classements hebdomadaires
| Classement (2022)            | Meilleure place |
| ---------------------------- | --------------- |
| Belgique (Flandre Ultratop)  | 107             |
| Belgique (Wallonie Ultratop) | 2               |
| France (SNEP)                | 1               |
| Suisse (Schweizer Hitparade) | 3               |

## Certifications
| Pays          | Certification | Unités certifiées |
| ------------- | ------------- | ----------------- |
| France (SNEP) | Platine       | 100 000           |